# Terrace Lake
Terrace Lake är en sjö i Antarktis. Den ligger i Östantarktis. Nya Zeeland gör anspråk på området. Terrace Lake ligger 9 meter över havet.  Den sträcker sig 0,9 kilometer i nord-sydlig riktning, och 0,2 kilometer i öst-västlig riktning.